# GBS TV NEWS
『GBS TV NEWS』（ジービーエス・ティーブイ・ニュース）は、岐阜放送（岐阜テレビ）で放送されていた報道番組。協力：岐阜新聞。
岐阜放送の愛称変更に伴い、2007年10月1日からは『NEWSぎふチャン』と題して放送されている。

## キャスター
全員岐阜放送アナウンサー（後に他の部署へ異動した人物や岐阜放送を退社した人物も含む）。
- 加藤義久
- 古林千明
- 神保絵利子
- 伊藤伸久
- 河村たか子

## 放送時間とタイムテーブル
- 月曜日・水曜日 19:54 - 20:00
  - 19:54 - 19:56 ニュース
- 火曜日・木曜日・金曜日 20:54 - 21:00
  - 20:54 - 20:56 ニュース
- 土曜日 17:10 - 17:20
  - 17:10 - 17:14 ニュース
  - 17:16 - 17:17 天気予報
- 日曜日 17:15 - 17:20
  - 17:15 - 17:18 ニュース

## 関連記述
- 岐阜新聞ニュース（岐阜放送ラジオ）